# Diastopora dubia
Diastopora dubia is een mosdiertjessoort uit de familie van de Plagioeciidae. De wetenschappelijke naam van de soort is voor het eerst geldig gepubliceerd in 1944 door Borg.